# بزرگ‌راه ۴۰۲ انتاریو
بزرگ‌راه ۴۰۲ انتاریو (انگلیسی: Ontario Highway 402) بزرگراهی از بزرگراه‌های سری ۴۰۰ در استان انتاریو کانادا است.